# Rhipiduridae
Los ripidúridos (Rhipiduridae) son una familia de aves paseriformes del sur de Asia y Oceanía, que agrupa a 52 especies divididas en tres géneros. La mayoría de sus especies, denominadas abanicos, miden entre 15 a 18 cm de largo, incluidas las largas colas a las que deben su nombre, y están especializadas en la caza de insectos, aunque la especie australiana Rhipidura leucophrys, es algo mayor.

## Taxonomía
Los tres géneros de la familia son:
- Rhipidura Vigors y Horsfield, 1827
- Lamprolia Finsch, 1874
- Chaetorhynchus A.B.Meyer, 1874